# Baničina
Baničina (en serbe cyrillique : Баничина) est un village de Serbie situé dans la municipalité de Smederevska Palanka, district de Podunavlje. Au recensement de 2011, il comptait 941 habitants.

## Géographie
Baničina est un village rural, situé à 12 km au sud de Smederevska Palanka. Son territoire est traversé par la rivière Maskar et par les ses affluents que sont la Bukva, la Ceva et le Kopilac. Le village se caractérise par un habitat dispersé.

## Histoire
Au Moyen Âge et pendant la période ottomane, Baničina était connu sous les noms de Košarna et Košarnja. 
Des établissements humains sur le territoire du village sont attestés depuis l'âge du bronze. En revanche, le nom de Košarnja est étroitement liée à Stanoje Glavaš, qui trouva refuge à plusieurs reprises dans ce village de la Šumadija. Il y fut tué par les Turcs le 15 février 1915. Aux lendemains du premier soulèvement serbe contre les Ottomans, Košarnja possédait 11 foyers et, en 1837, 35 foyers.  mentionnés. En 1845, le village changea son nom de Košarnja en celui de Baničina ;  cette même année, il comptait 57 foyers, avec 441 habitants. En 1885. Baničina avait 644 foyers, pour une population totale de 1 446 habitants, en 1910, le village comptait 2 179 habitants et, en 1927, 2 673. 
La première école du village a ouvert ses portes en 1865.

## Démographie

### Évolution historique de la population
| 1948  | 1953  | 1961  | 1971  | 1981  | 1991  | 2002  | 2011 |
| ----- | ----- | ----- | ----- | ----- | ----- | ----- | ---- |
| 1 843 | 1 840 | 1 755 | 1 528 | 1 357 | 1 298 | 1 169 | 941  |

|  |